# Beni Semiel
Beni Semiel est une commune de la wilaya de Tlemcen en Algérie.

## Géographie

### Situation
Le territoire de la commune de Beni Semiel est situé à l'est de la wilaya de Tlemcen. La ville d'Aïn Isser, chef lieu de la commune, est située à environ 28 km à vol d'oiseau au sud-est de Tlemcen.
| Oued Lakhdar | Ouled Mimoun | Ouled Mimoun |
| Oued Lakhdar | Beni Semiel  | Aïn Tallout  |
| Sebdou       | El Gor       | Aïn Tallout  |

### Localités de la commune
En 1984, la commune de Beni Semiel est constituée à partir des localités suivantes :
- Beni Semiel
- Aïn Isser (chef-lieu)
- Aïn Bent Soltane
- Beniane
- Merbah
- Djeniba